# Дюдкин, Дмитрий Александрович
Дюдкин, Дмитрий Александрович (укр. Дюдкін Дмитро Олександрович) — советский и украинский учёный, доктор технических наук, профессор, Заслуженный деятель науки и техники Украины, Лауреат Государственной премии Украины в области науки и техники в 1999 г., автор свыше 600 научных трудов, в том числе 17 монографий, 3 научных открытий, 250 патентов на изобретения.

## Биография
Дюдкин Д.А родился 6 июня 1935г, с. Кара-Кала, Туркмения, СССР, в семье военнослужащего.
В 1957 году окончил Донецкий индустриальный институт (ныне Донецкий национальный технический университет), по специальности инженер-металлург.
Имеет двух детей. Сына Дмитрия и дочь Марту.

## Производственная деятельность
1957—1974 гг. — мастер, старший мастер, заместитель начальника мартеновского цеха Донецкого металлургического завода (ДМЗ). В 1960 году, впервые в мировой металлургии, на ДМЗ введена в опытно-промышленную эксплуатацию 4-х ручьевая установка непрерывной разливки стали (УНРС), и Дюдкин, непосредственный участник освоения новой технологии, в 1968 г. защитил кандидатскую диссертацию.
В 1975 году перешёл в Донецкий научно-исследовательский институт (ДонНИИчермет) заместителем директора по научной работе. В 1983 году защитил докторскую диссертацию: «Развитие теоретических основ и совершенствование процесса НРС». В 1988 году получил звание профессора. В 1992 году стал директором ДонНИИчермет, в 1995г отказался от должности директора и перешёл на специализированное предприятие ОАО «Завод „Универсальное оборудование“, предназначенное для разработки и организации производства порошковой проволоки (ПП) с различными наполнителями и свойствами.
В мировой металлургии это была новая технология внепечной обработки металла, первоначально предназначенная для ускорения внедрения НРС. Вскоре это направление получило самостоятельное развитие. Организация научно-производственного подразделения под руководством Дюдкина, обеспечивающего тесную связь потребностей производства с изготовлением ПП, способствовало к активному распространению новой технологии в СНГ. Данная работа в 1999г была удостоена Государственной премии Украины в области науки и техники.
При освоении и совершенствовании указанных технологий, получено 130 патентов на изобретения, что и отражено в соответствующих монографиях.

## Научная деятельность и решение энергетических проблем
С 1989 года, профессор Дюдкин на конкурсной основе был избран заведующим кафедрой металлургии стали в ДПИ, а впоследствии, с 2010 года по 2014-й, он профессор этой кафедры. Наряду с преподавательской деятельностью, на кафедре создаётся уникальное оборудование для проведения обширных исследований (НИР) по поиску экологически чистой энергии для промышленности.
В 1993 г. эти исследования привели к неожиданному результату — впервые выявлено новое свойство электрического поля: „Явление возбуждения электрического тока при движении проводника в электростатическом поле“. Известна электромагнитная индукция М. Фарадея. Однако электростатические (электрические) силы взаимодействия многократно сильнее магнитных в обычных условиях. Поэтому в природе предпочтительно используются электрические, а не магнитные силы — Земля (и атмосфера) вращается в электростатическом поле ионосферы, превращая солнечную энергию (СЭ) в земное электричество
В октябре 2000 г. Международная ассоциация авторов научных открытий (г. Москва) на основании результатов научной экспертизы заявки на открытие от 22 апреля 1998 года подтвердила установление научного открытия и выдала диплом № 149 авторам Дюдкину Д. А. и Комарову А.А (умер в 1994).
Это фундаментальное открытие стало для Дюдкина Д. А. основой для обширных теоретических и экспериментальных исследований неизвестной до сих пор жизненно важной науки о создании и сохранения условий и собственно жизни на Земле. При этом впервые установлено, что непроникающая к поверхности Земли СЭ (4,0·1016 Вт) предназначена для переноса её в тело Земли и преобразования в земное электричество. Электромагнитное поле, как установлено, является постоянно действующим источником энергии биологических систем (всё живое на Земле), метеорологических факторов (погода и климат), физико-химических процессов в теле Земли. Экспериментальное моделирование позволило Дюдкину Д. А. выявить основные закономерности электромагнитных взаимодействий в саморазвивающемся процессе переноса и преобразования СЭ.
По сути, Дюдкиным Д. А. впервые выявлен механизм солнечно-земных связей (СЗС) представляющий собой созидательную деятельность Солнца (электромагнитного излучения) по созданию и сохранению условий и собственно жизни на Земле. В то же время периодически притекающая в околоземное пространство энергия солнечной активности (СА), а также корпускулярное излучение не участвуют в созидательной деятельности. Энергия СА изначально является избыточной энергией. На Земле она сопровождает электромагнитное излучение, вызывая кратковременные возмущения земных процессов. В конечном итоге, учитывая неоднородность земной коры происходит не контролируемое накопление этой избыточной энергии с непредсказуемыми последствиями, приводящими к природным катастрофам. Задача человека, по твердому убеждению Д. А. Дюдкина, контролировать и использовать эти накопления как экологически чистую, возобновляемую энергию.

## Основные результаты выполненных фундаментальных исследований д.т. н. Дюдкиным Д.А
- Разработка методологии исследования механизма СЗС. Создание экспериментальной модели электромагнитных взаимодействий в системе Солнце-Атмосфера-Земля;
- Выявление деятельности Солнца по созданию и сохранению условий и собственно жизни на Земле;
- Прямое действие энергии видимого света (8,2*1016 Вт) на земную поверхность. Сохранение теплового режима планеты;
- Перенос солнечной энергии из атмосферы (ионосферы) в тело Земли (4,0·1016 Вт);
- Происхождение кольцевых токов ионосферы;
- Научное открытие: „Явление вращения тел в электрическом поле движущихся зарядов“;
- Научное открытие: „Явление возбуждения электрического тока в проводнике, движущемся в электростатическом поле“;
- Преобразование СЭ в земное электричество;
- Научная гипотеза о переносе СЭ из ионосферы в тело Земли;
- Научное открытие: „Закономерность переноса СЭ из ионосферы в тело Земли“;
- Экспериментальное выявление механизма осевого вращения Земли и циркуляции атмосферы СЭ;
- Экспериментальное выявление механизма наведения внутрипланетной системы токов и создание электрического и магнитного полей Земли;
- Постоянно действующий источник СЭ в земной коре — электромагнитное поле Земли. Единая энергетическая основа земных процессов — электрические силы преобразованной СЭ;
- Происхождение аномальных явлений угрожающих разрушением созидательной системы;
- Устранение очагов накопления энергии солнечной активности и получение при этом экологически чистой энергии.

Профессором Дюдкиным Д. А. подчеркивается, что созданные земные процессы тесно взаимосвязаны внутренней логикой их места в общей цели познания законов природы. Основные параметры этих процессов задаются постоянно действующим источником СЭ неизменной мощности.